# Mysmenopsis mexcala
Mysmenopsis mexcala là một loài nhện trong họ Mysmenidae.
Loài này thuộc chi Mysmenopsis. Mysmenopsis mexcala được Willis J. Gertsch miêu tả năm 1960.